# Hallucination Generation
Hallucination Generation è un film del 1966 diretto da Edward Mann.
È un film drammatico a sfondo thriller statunitense ambientato in Spagna con Danny Steinmann e George Montgomery. È incentrato sugli effetti della droga, in particolare dell'LSD.

## Produzione
Il film, diretto e sceneggiato da Edward Mann, fu prodotto da Nigel Cox per la SRS Productions e la Trans-American Films (la produzione è accreditata nei titoli come "Edward Andrew Mann-Robert D. Weinbach Production") e girato in Spagna. Il titolo di lavorazione fu The Drifters.
Il film è in bianco e nero ma c'è una sequenza psichedelica che descrive gli effetti dell'LSD girata a colori.

## Distribuzione
Il film fu distribuito negli Stati Uniti dal 1º dicembre 1966 al cinema dalla Trans American Films. Il film è conosciuto anche con il titolo di Hallucination (titolo di predistribuzione).

## Critica
Secondo Leonard Maltin il film è un "melò scioccherello" in cui una delle note di rilievo sarebbe rappresentata dalla "sequenza dell'LSD".

## Promozione
Le tagline sono:
- You will experience every jolt...every jar of a Psychedelic Circus...The Beatniks...Sickniks...and Acid-Heads...and you will witness their ecstasies, their agonies and their bizarre sensualities...You will be hurled into their debauched dreams and frenzied fantasies !
- FOR THE ADULT MINDED
- The revealing story of today's... Hallucination Generation
- TONIGHT You Are Invited to a 'Pill Party'
- For The Adult Minded... the revealing story of today's... Hallucination Generation